# Amphitetranychus savenkoae
Amphitetranychus savenkoae är en spindeldjursart som först beskrevs av Reck 1956.  Amphitetranychus savenkoae ingår i släktet Amphitetranychus och familjen Tetranychidae. Inga underarter finns listade i Catalogue of Life.